# 喜多村石油店
株式会社喜多村石油店（きたむらせきゆてん）は、福岡県福岡市に本社を置く石油製品小売企業。
福岡都市圏を中心にガソリンスタンド（ENEOSブランド）事業を展開している。

## 沿革
- 1911年10月15日 - 喜多村民人が福岡県久留米市に喜多村石油店を創業。
- 1925年 - 福岡市に博多支店を開設。
- 1947年11月 - 石油配給公団の指定販売店となる。
- 1948年6月 - 福岡自動車タイヤ協同荷役株式会社を設立。
- 1950年 - 福岡自動車タイヤ販売株式会社を統合し商号を株式会社喜多村石油店に改称し、本社を福岡市に移転。
- 1976年 - 大正海上火災保険株式会社（現・三井住友海上火災保険株式会社）と代理店委託契約締結。
- 1987年 - ダイエーコンビニエンスとフランチャイズ契約締結。同時にローソン筑紫安徳店を開店。
- 1991年 - ダイドードリンコ株式会社と商品売買取引契約を締結。